# Juan Manuel Roca
Juan Manuel Roca (Medellín; 1946) es un poeta y narrador colombiano.

## Biografía
Juan Manuel Roca nació en Medellín el 29 de diciembre de 1946. Transcurre su infancia en México y posteriormente en París. Durante los años 1988 a 1999 coordinó el Magazín Dominical de El Espectador, separata cultural con la que se formó prácticamente una generación, pues en esta se publicaron un buen número de poemas.

## Comentarios sobre su obra
El poeta Germán Espinosa dice de Roca que “posee la primavera perpetua de todo creador”; mientras que Gonzalo Rojas, autor del prólogo de Cantar de Lejanía, dice que leer a Roca «será siempre un placer, un frescor, una cruza casi animal de imaginación y de coraje». El mismo poeta chileno afirma que "Lo que más celebro en Roca es la fiereza, esa amarra entre vida y poesía que llega a lo libérrimo". El editor español Manuel Borrás señala: "su poesía puede considerarse una vasta reflexión sobre la libertad a través de la imaginación". El novelista colombiano Óscar Collazos escribió:"He visto sorprendido a jóvenes que llevaban en la mano un libro de Roca. He leído citas de sus poemas en los muros públicos. He asistido por fortuna a la comunión creada entre el poeta y su público. algo hay en el interior de su poesía la sensibilidad de una época".
Los jurados del premio Casa de las Américas, ganado por Juan Manuel Roca en 2009 (Gioconda Belli, Julia Escobar, Luis García Montero, Andrés Pérez Perruca, Benjamín Prado y Ana María Rodríguez-Arias), destacaron su dominio formal, su variedad estructural y la estructura sólida de la obra. También elogiaron la capacidad de representar líricamente la realidad.
En varias entrevistas, Juan Manuel Roca se ha reconocido en la tradición latinoamericana que representan César Vallejo y Juan Rulfo. Es también un fiel exponente de la poesía surgida en el Romanticismo Alemán, que luego explorarían los surrealistas franceses, encabezados por Lautréamont y Rimbaud. En relación con la poesía colombiana, se reconoce en la obra poética de José Asunción Silva, Aurelio Arturo, Luis Vidales (tío materno), Carlos Obregón Borrero, Héctor Rojas Herazo y Fernando Charry Lara. Los críticos lo ubican dentro de lo que se ha denominado como la Generación Desencantada (diverso grupo de poetas nacidos en los años 40, que publicaron sus primeras obras en los años 70, sin credo estético común), dentro de la cual se catalogan también a María Mercedes Carranza, Darío Jaramillo Agudelo, Jaime García Maffla, José Manuel Arango entre otros.

## Obras
Poesía:
- chicha el crtak (1973)
- Luna de ciegos (1976) - Premio Nacional de Poesía Universidad de Antioquia
- Los ladrones nocturnos (1977)
- Cartas desde el sueño (1978) - Junto a Darío Villegas
- Señal de cuervos (1979)
- Mester de caballería (1979) - Junto a Augusto Rendón
- Fabulario real (1980)
- Antología poética (1983)
- País secreto (1987)
- Ciudadano de la noche (1989)
- Luna de ciegos (1990) - Antología
- Pavana con el diablo (1990)
- Monólogos (1994)
- Memoria de encuentros (1995)
- La farmacia del ángel (1995)
- Tertulia de ausentes (1998)
- Lugar de apariciones (2000)
- Los cinco entierros de Pessoa (2001) - Antología.
- Arenga del que sueña (2002)
- Teatro de sombras con César Vallejo (2002)
- Un violín para Chagall (2003)
- Las hipótesis de Nadie (2005)
- Cantar de lejanía (2005) - Antología.
- El ángel sitiado y otros poemas (2006)
- El pianista del país de las aguas - Junto a Patricia Durán
- Tríptico de Comala - Junto a Antonio Samudio
- Del lunario circense - Junto a Fabián Rendón
- Testamentos (2008)
- Biblia de Pobres (2009)
- Pasaporte del apátrida. Editorial Pre-Textos. 2012.
- Tres caras de la luna - Sílaba Editores (2013)
- Silabario del camino: poesía reunida 1973-2014. Asociación Letra a letra (2016)

Narrativa:
- Prosa reunida (1993) - Colección de sus obras en prosa
- Las plagas secretas y otros cuentos (2001)
- Esa maldita costumbre de morir (2003)
- Genaro Manoblanca, fabricante de Marimbas (2013)

Ensayo:
- Museo de encuentros (1995)
- Cartógrafa memoria (2003)
- La casa sin sosiego (La violencia y los poetas colombianos del siglo XX) (2007)
- Galería de Espejos
- El beso de la Gioconda - Sílaba Editores (2015)

Otras obras:
- Rocabulario - Antología de sus definiciones, con la colaboración de Henry Posada (2006)
- Diccionario anarquista de emergencia - Con Iván Darío Álvarez (2008)

Sus poemas han sido traducidos al inglés, ruso, japonés, griego, rumano, portugués, italiano, holandés y alemán.

## Premios y distinciones
Roca ha recibido diversos premios y distinciones, entre ellos:
- Premio Nacional de Poesía Eduardo Cote Lamus (1975)
- Premio Nacional de Poesía Universidad de Antioquia (1979)
- Premio Mejor Comentarista de Libros Cámara Colombiana del Libro (1992) «Juan Manuel Roca». Enciclopedia Microsoft® Encarta® Online 2008. Archivado desde el original el 1 de diciembre de 2007. Consultado el 3 de julio de 2008.
- Premio Nacional de Periodismo Simón Bolívar (1993)
- Premio Nacional de Cuento Universidad de Antioquia (2000)
- Premio Nacional de Poesía Ministerio de Cultura (2004)
- Finalista Premio Rómulo Gallegos de novela, (2004)
- Premio Casa de las Américas, Premio de Poesía José Lezama Lima, 2007, por Cantar de lejanía. Antología personal
- Premio Casa de América de Poesía Americana 2009, España, por Biblia de Pobres
- Doctorado Honoris Causa otorgado por la Universidad Nacional de Colombia (2014).